# Michel Aflaq
Michel Aflaq (arabiska: ميشيل عفلق, Mīšīl ʿAflaq), född 9 januari 1910 i Damaskus, död 23 juni 1989 i Paris, Frankrike, var en syrisk filosof, politiker och ideolog. Han var en av grundarna av det panarabiska Baathpartiet.

## Biografi
Aflaq föddes i en grekiskt-ortodox kristen familj, och studerade från 1929 historia vid Sorbonne i Paris. Under studietiden närmade han sig det Franska kommunistpartiet och lärde känna Salah al-Din al-Bitar. Aflaq och Bitar återvände båda till Syrien 1934 och började arbeta som lärare, samtidigt som de tillsammans började utforma en panarabisk, nationalistisk och socialistisk politisk filosofi. Efter att det franska mandatet för Syrien och Libanon upphört grundade de 1947 det syriska Baathpartiet, som kom att bli en dominerande kraft i landets politik.
Fram till 1960-talet var Aflaq Baathpartiets generalsekreterare. Under en kort period 1949 var han utbildningsminister i Syrien, men hade utöver detta få framträdande politiska uppdrag. År 1958, då Syrien och Egypten ingick i Förenade arabrepubliken, upplöstes partiets syriska gren, och Aflaq ledde partiet från Beirut. Efter att Syrien lämnat unionen med Egypten 1961 återupprättades Baathpartiet i landet. Partiets ledning under Aflaq och Bitar hade dock börjat utmanas av en yngre och mer radikal generation partimedlemmar, där bland annat den senare presidenten Hafez al-Assad ingick.
Den yngre generationen inom Baathpartiet stärkte sina positioner genom statskupperna i Syrien 1963 och 1966, och Aflaq tvingades i exil i Libanon. Efter att Baathpartiet tagit makten i Irak 1968 inbjöds Aflaq dit. Han fick där en ceremoniell position som generalsekreterare för partiet och kom att bli en viktig symbolisk figur för Saddam Husseins regim. Han avled efter en hjärtoperation i Paris 1989.
Aflaq, som själv var kristen, uttalade höga tankar om islam, och blev troligtvis muslim inte långt före sin bortgång. Säkert är i varje fall att han begravdes som muslim och fick en ståtlig grav, vilken delvis förstördes i och med att amerikanska soldater använde den som barack under Irakkriget 2003.[källa behövs]
Michel Aflaq vann stor respekt bland många i arabvärlden för sitt engagemang i panarabiska politiska frågor.[källa behövs]

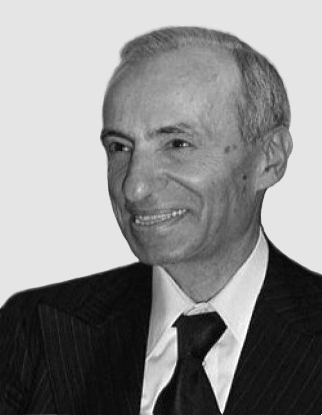
Michel Aflaq